# Un mari à la porte
Un mari à la porte (conocida en español como La mujer en casa y el marido a la puerta) es una opérette en un acto, con música de Jacques Offenbach y libreto en francés de Alfred Delacour (Alfred Charlemagne Lartigue) y Léon Morand. Se estrenó en la Salle Lacaze del Théâtre des Bouffes Parisiens en París. El estreno tuvo lugar poco después de darse a conocer la primera obra operística con libreto de Eugène Labiche, y Jean-Claude Yon encuentra algún parecido en la trama vodevilesca de Un mari à la porte con obras populares de Labiche. La obra permaneció en el repertorio de los Bouffes Parisiens cierto tiempo.
Esta opereta también gozó de popularidad en Viena y Budapest, siendo muy representada hasta finales del siglo XIX. La versión en castellano preparada por Salvador María Granés y Vicente de Lalama fue estrenada en el Teatro de la Zarzuela de Madrid en 1872 bajo el título de La mujer en casa y el marido a la puerta.
Su partitura incluye un lamento cómico del personaje de Florestan, un cuarteto (con el barítono fuera de escena) y el número más llamativo, un vals-tirolesa.
Ha sido una ópera poco representada en tiempos recientes; en las estadísticas de Operabase aparece con sólo una representación en el período 2005-2010. Sin embargo, últimamente la obra ha sido objeto de dos registros fonográficos, uno a cargo de la Royal Liverpool Philharmonic Orchestra dirigida por Vasily Petrenko (2012), que supuso la primera grabación completa de la obra, y otro a cargo de la orquesta del Maggio Musicale Fiorentino dirigida por Valerio Galli (2019). Este último registro coincidió con una puesta en escena de la obra en el festival de ópera de Florencia (en programa doble junto a la ópera Cavalleria rusticana)  a cargo de Luigi di Gangi y Hugo Giacomazzi siendo también grabado videográficamente.

## Personajes
| Personaje                  | Tesitura     | Reparto del estreno absoluto, 22 de junio de 1859 | Reparto del estreno de la adaptación española, 15 de enero de 1872 |
| -------------------------- | ------------ | ------------------------------------------------- | ------------------------------------------------------------------ |
| Florestan Ducroquet / León | tenor        | Paul Geoffroy                                     | Joaquín Miró                                                       |
| Suzanne / Susana           | mezzosoprano | Coralie Geoffroy                                  | Manuela Soldado                                                    |
| Rosita / Rosa              | soprano      | Lise Tautin                                       | Dolores Franco                                                     |
| Henri Martel / Enrique     | barítono     | Guyot                                             | Manuel Hidalgo                                                     |